# جائزة الدولة (سوريا)
جائزة الدولة التقديرية وجائزة الدولة التشجيعية، هما جائزتان تُمنحان سنويًا في سوريا من قبل وزارة الثقافة لمواطني الجمهورية العربية السورية في مجالات الفنون والآداب، للمبدعين والمفكرين والفنانين تقديراً لهم على عطائهم الإبداعي والفكري والفني، ولا يجوز اقتسامهما كما لا يجوز منحهما إلا للأحياء. أحدثتا بموجب المرسوم التشريعي رقم / 11 / لعام 2012 الصادر عن رئيس الجمهورية بشار الأسد.

## مرسوم الإحداث
المرسوم التشريعي رقم 11
رئيس الجمهورية
بناء على أحكام الدستور
يرسم ما يلي:

### المادة 1
تحدث جائزتان في مجال الأدب والفنون الأولى تسمى جائزة الدولة التقديرية والثانية تسمى جائزة الدولة التشجيعية.

### المادة 2
تمنح جائزتا الدولة التقديرية والتشجيعية للمبدعين والمفكرين والفنانين تقديراً لهم على عطائهم الإبداعي والفكري والفني وذلك في المجالات التالية:
1. جائزة في الفنون في إحدى الاختصاصات التالية: الموسيقا -المسرح -السينما -الفنون التشكيلية والتطبيقية -الاتصالات البصرية.
2. جائزة في الآداب في إحدى الاختصاصات التالية: الشعر -الرواية -القصة القصيرة -المسرحية -أدب الأطفال.
3. جائزة في النقد الأدبي والفني والدراسات الأدبية واللغوية والترجمة والعلوم الإنسانية.

### المادة 3
1. يمنح الفائز بجائزة الدولة التقديرية مبلغاً وقدره مليون ليرة سورية وميدالية ذهبية مع براءتها.
2. يمنح الفائز بجائزة الدولة التشجيعية مبلغاً وقدره خمسمئة ألف ليرة سورية وميدالية تذكارية مع براءتها.

### المادة 4
تمنح جائزتا الدولة التقديرية والتشجيعية سنوياً ولا يجوز اقتسام الجائزة الواحدة كما لا يجوز منحها إلا للأحياء.

### المادة 5
يجوز لمن منح جائزة الدولة التشجيعية أن يرشح لجائزة الدولة التقديرية.

### المادة 6
تشكل في وزارة الثقافة سنويا لجنة تسمى «لجنة جائزتي الدولة التقديرية والتشجيعية» برئاسة وزير الثقافة وعضوية ستة أشخاص من ذوي الكفاءة والاختصاص في مجالات العلوم الإنسانية والفنون والآداب يسميهم وزير الثقافة كما يسمى أحد العاملين في الوزارة أميناً للسر في تلك اللجنة.

### المادة 7
تحدد مهام لجنة جائزتي الدولة التقديرية والتشجيعية بالإشراف على شؤون الجائزتين بما يحقق أهدافهما وعلى وجه الخصوص ما يلي:
1. الإعلان عن جائزة الدولة التشجيعية وتحديد مواعيد تقديم الترشيحات لنيلها.
2. تشكيل اللجان الفرعية المتخصصة بدراسة وتقييم أعمال المرشحين لنيل جائزة الدولة التشجيعية وباقتراح المرشحين لنيل جائزة الدولة التقديرية.
3. استعراض السيرة العلمية والإبداعية للمرشحين لنيل الجائزتين وتحديد أسماء الفائزين بهما وإعلان النتيجة النهائية.

### المادة 8
تدرج الاعتمادات المالية اللازمة لجائزتي الدولة التقديرية والتشجيعية في الموازنة السنوية لوزارة الثقافة.

### المادة 9
تعفى الجوائز المنصوص عليها في هذا المرسوم التشريعي من الضرائب والرسوم.

### المادة 10
يصدر وزير الثقافة التعليمات التنفيذية اللازمة لتطبيق أحكام هذا المرسوم التشريعي.

### المادة 11
ينشر هذا المرسوم التشريعي في الجريدة الرسمية ويعد نافذاً من تاريخ نشره.
دمشق في 24-2-1433 هجري الموافق لـ19-1-2012 ميلادي.

## الشروط

### جائزة الدولة التشجيعية
الشروط الواجب توفرها بالمرشح لجائزة الدولة التشجيعية:
- أن يكون عربياً سورياً.
-أن يكون قد أمضى في مجالات البحث أو الإبداع مدة لا تقل عن عشر سنوات.
-أن يكون إنتاجه منشوراً وذا قيمة متميزة تسهم في تطوير الواقع البحثي النقدي أو الأدبي أو الفني.
- ألا يكون قد سبق حصوله على جائزة مماثلة.
- ألا يتجاوز عمر المرشح /50/ عاماً بتاريخ تقديمه الطلب.
يتقدم المرشح شخصياً إلى ديوان وزارة الثقافة أو ديوان المديريات التابعة لها بالمحافظات بالوثائق الآتية:
- قيد نفوس يثبت أن المرشح عربي سوري.
- تصريح وسيرة ذاتية يؤكدان اشتغاله في مجال البحث أو الإبداع لمدة لا تقل عن عشر سنوات.
- أن يقدم المرشح /7/ نسخ لكل من أعماله الثلاثة المرشحة لنيل الجائزة ورقياً أو على قرص صلب.

## الفائزون

### جائزة الدولة التقديرية
| السنة | في مجال الأدب      | في مجال الفنون        | في مجال النقد والدراسات والترجمة |
| ----- | ------------------ | --------------------- | -------------------------------- |
| 2012  | فايز خضور          | ناظم الجعفري          | حنا عبود                         |
| 2013  | أحمد يوسف داوود    | الياس زيات            | عمر الدقاق                       |
| 2014  | نذير العظمة        | ليلى نصير             | نبيل الحفار                      |
| 2015  | عبد الفتاح قلعه جي | عبد اللطيف عبد الحميد | ندرة اليازجي                     |
| 2016  | ناديا خوست         | سلمى المصري           | محمد حسن قجه                     |
| 2017  | حسن م . يوسف       | ميادة الحناوي         | إلياس زحلاوي                     |
| 2018  | نزيه أبو عفش       | أسماء فيومي           | محمود السيد                      |
| 2019  | صابر فلحوط         | جورج وسوف             | لبانة مشوح                       |
| 2020  | إسكندر لوقا        | إحسان عنتابي          | وهب رومية                        |
| 2021  |                    |                       |                                  |
| 2022  | فرحان بلبل         | محمد غنوم             | فايز الداية                      |

### جائزة الدولة التشجيعية
| السنة | في مجال الأدب                  | في مجال الفنون                 | في مجال النقد والدراسات والترجمة |
| ----- | ------------------------------ | ------------------------------ | -------------------------------- |
| 2012  | فوزات رزق                      | حجبت                           | أحمد الحسين                      |
| 2013  | ثائر زين الدين                 | حجبت                           | حجبت                             |
| 2014  | توقفت نتيجة ظروف الحرب السورية | توقفت نتيجة ظروف الحرب السورية | توقفت نتيجة ظروف الحرب السورية   |
| 2015  | توقفت نتيجة ظروف الحرب السورية | توقفت نتيجة ظروف الحرب السورية | توقفت نتيجة ظروف الحرب السورية   |
| 2016  | أنس بدوي                       | عرابي محمد أبو بكر             | سمر الديوب                       |
| 2017  | محمد حسن الحفري                | جود سعيد                       | هايل الطالب                      |
| 2018  | قحطان بيرقدار                  | رائد خليل                      | محمد قاسم                        |
| 2019  | إسماعيل خلف خلف                | محمد رامز حاج حسين             | شاهر إسماعيل شاهر                |
| 2020  | منير محمد خلف                  | ميساك باغبودريان               | عادل محمد داود                   |
| 2021  |                                |                                |                                  |
| 2022  | مرام النسر                     | أندريه معلولي                  | حجبت                             |